# Star Trek IV: Powrót na Ziemię
Star Trek IV: Powrót na Ziemię (oryg. Star Trek: The voyage Home, inne tłum. Star Trek: Powrót do domu) – czwarty film pełnometrażowy z serii Star Trek. Film został wyprodukowany przez Paramount Pictures w 1986 roku, w reżyserii Leonarda Nimoya, który zagrał też jedną z głównych ról.

## Obsada
- William Shatner –James T. Kirk

- Leonard Nimoy – Spock
- DeForest Kelley – Leonard McCoy
- James Doohan – Montgomery Scott (Scotty)
- Walter Koenig – Pavel Chekov
- Nichelle Nichols – Nyota Uhura
- George Takei – Hikaru Sulu
- Robin Curtis – Saavik
- Jane Wyatt – Amanda
- Mark Lenard – Sarek
- Catherine Hicks – doktor Gillian Taylor

## Fabuła
Akcja filmu toczy się tuż po wydarzeniach opowiedzianych w Star Trek III. Kapitan Kirk wraz z załogą cofa się w czasie do 1986 roku, aby uratować Ziemię przed zagładą ze strony tajemniczej sondy, która chce nawiązać kontakt z humbakami, rasą waleni; jednak, jak się okazuje, wymarły one pod koniec XX wieku. Sygnały wysyłane przez sondę powodują gwałtowne parowanie ziemskich oceanów i paraliżują działanie wszelkich systemów elektronicznych. Załoga Kirka, powracająca na Ziemię klingońskim statkiem, decyduje się więc sprowadzić z przeszłości humbaki, aby te porozumiały się z sondą i powstrzymały katastrofę. Zetknięcie się bohaterów z rzeczywistością końca XX wieku powoduje wiele zabawnych sytuacji.